# ألكسيس دياز
ألكسيس دياز (بالإسبانية: Alexis Diaz)‏ (1987 - ) هو ملاكم فنزويلي، صنّف ضمن فئة Mini flyweight ‏.

## روابط خارجية
- ألكسيس دياز على موقع بوكس ريك (الإنجليزية) (registration required)